# 格拉斯哥港
格拉斯哥港（英語：Port Glasgow）是蘇格蘭的一個城市，也是因弗克萊德的第二大城市。1991年人口普查時，格拉斯哥港有人口19,426人。2001年人口普查時，有人口16,617人。

## 历史
格拉斯哥港的历史可以追溯约翰·麦克斯韦爵士在1450年至1477年建造在克莱德河沿岸建立的城堡附近的一座小渔村纽瓦克（Newark）。1589年，人们在纽瓦克以西6公里处建立了格里诺克。格里诺克后来从一个小渔村发展成为重要的商业港口和渔港。因为克莱德河水深变浅，海运货船过了格里诺克便无法继续往上游航行，格拉斯哥的商人们为了交易海运货物，便不得不与使用格里诺克港口。但是因为租金和货仓使用的问题，双方陷入了争议。格拉斯哥的商人转而竞标东格里诺克的一处庄园，试图将其改造成新的港口，但未有中标。1668年，帕特里克·麦克斯韦爵士同意将纽瓦克城堡西侧附带的13英亩土地以1300银币外加年息4银币的租金租给格拉斯哥市。获得这块土地后，格拉斯哥市很快在河岸边修建了码头和防波堤。当时这里称为格拉斯哥新港。新港的城市规划采用了网格状布局，并延续至今。
随着新港的贸易逐渐繁荣，到了1710年时当地设置了海关大楼。1754年，海关大楼移至西码头海滨。后来格拉斯哥新港改称格拉斯哥港。从美洲运来的烟草、糖、朗姆酒、棉花和桃花心木，以及波罗的海地区出产的木材、铁矿石和火麻均会在此卸货并陆路运往格拉斯哥。当地出产的农作物也销往格拉斯哥。1773年，克莱德河进行了疏浚工程，许多货船可以直接驶入格拉斯哥。1830年，港口的海关共收到了24万3349镑3先令1便士的关税（在当时数目可观）。但是随着格里诺克也建立了海关之后，格拉斯哥港的关税收入便逐步降低。

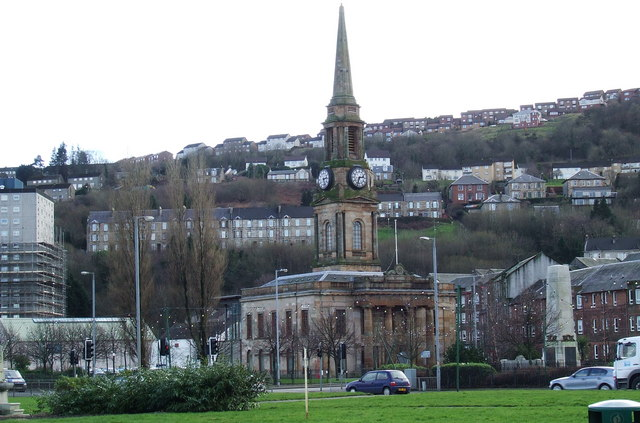
格拉斯哥港市政廳

1780年，托马斯·麦吉尔在靠近纽瓦克城堡处建立了第一个船坞。到了19世纪，格拉斯哥港已经成为了重要的造船基地。全欧洲第一艘蒸汽客船彗星号（Comet）就是1802年在格拉斯哥港出厂的。
1833年，格拉斯哥港获得了市镇（burgh）地位。但随着港口贸易逐步往内地迁移，造船业变成了格拉斯哥港的主要产业。高峰时期，格拉斯哥港的造船厂一共造出了从克莱德河下水的船只总吨位的四分之一。拆船工业也是当地重要的产业。
苏格兰的造船工业在20世纪后期逐步式微。目前仍保留的私人造船厂只有弗格森海运工程公司一家。2014年，易主后的弗格森船厂拆除了几乎所有的旧厂房，并在原址上盖了新的船厂。

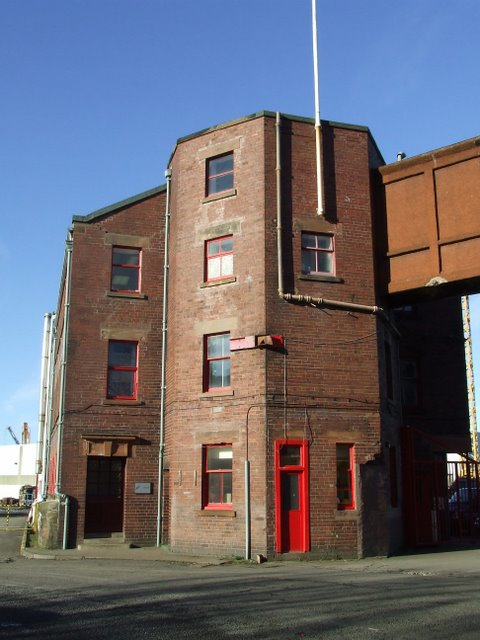
拆除前的弗格森船廠

## 交通
格拉斯哥港擁有兩個火車站，分別是市中心的主站東郊的伍德霍爾站。搭乘因弗克萊德線直通格拉斯哥中央車站，從主站出發的車次相當頻繁。1869年至1959年間，格拉斯哥港曾經還有第三個車站，現時此站已經關閉。

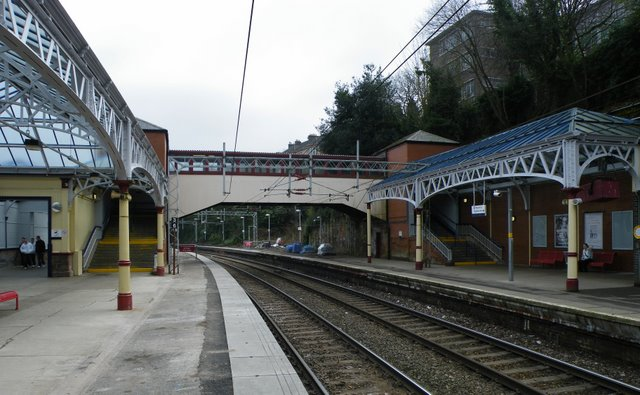
格拉斯哥港中央站

公路方面，则有A8和M8两条主干道连接格拉斯哥港。

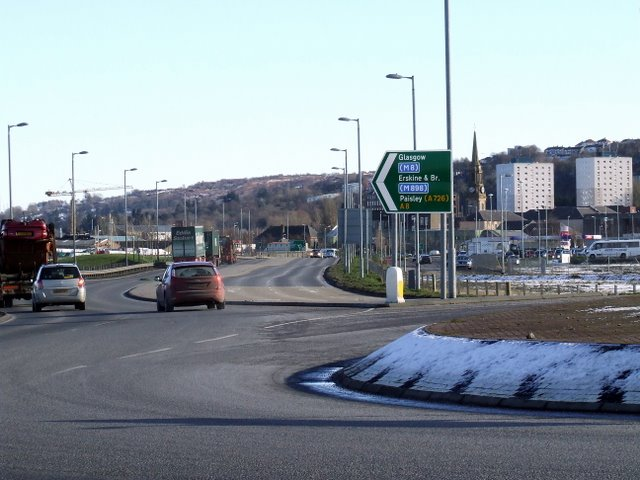
A8公路穿过市区

格拉斯哥机场在格拉斯哥港以东21公里处。

## 体育
格拉斯哥港运动员队曾经是当地主要的足球队之一，但目前该队已经解散。2012年，格拉斯哥港队从附近的格里诺克迁回本地的派克里（Parklea），现时为格拉斯哥港的主要球队。

## 著名景点

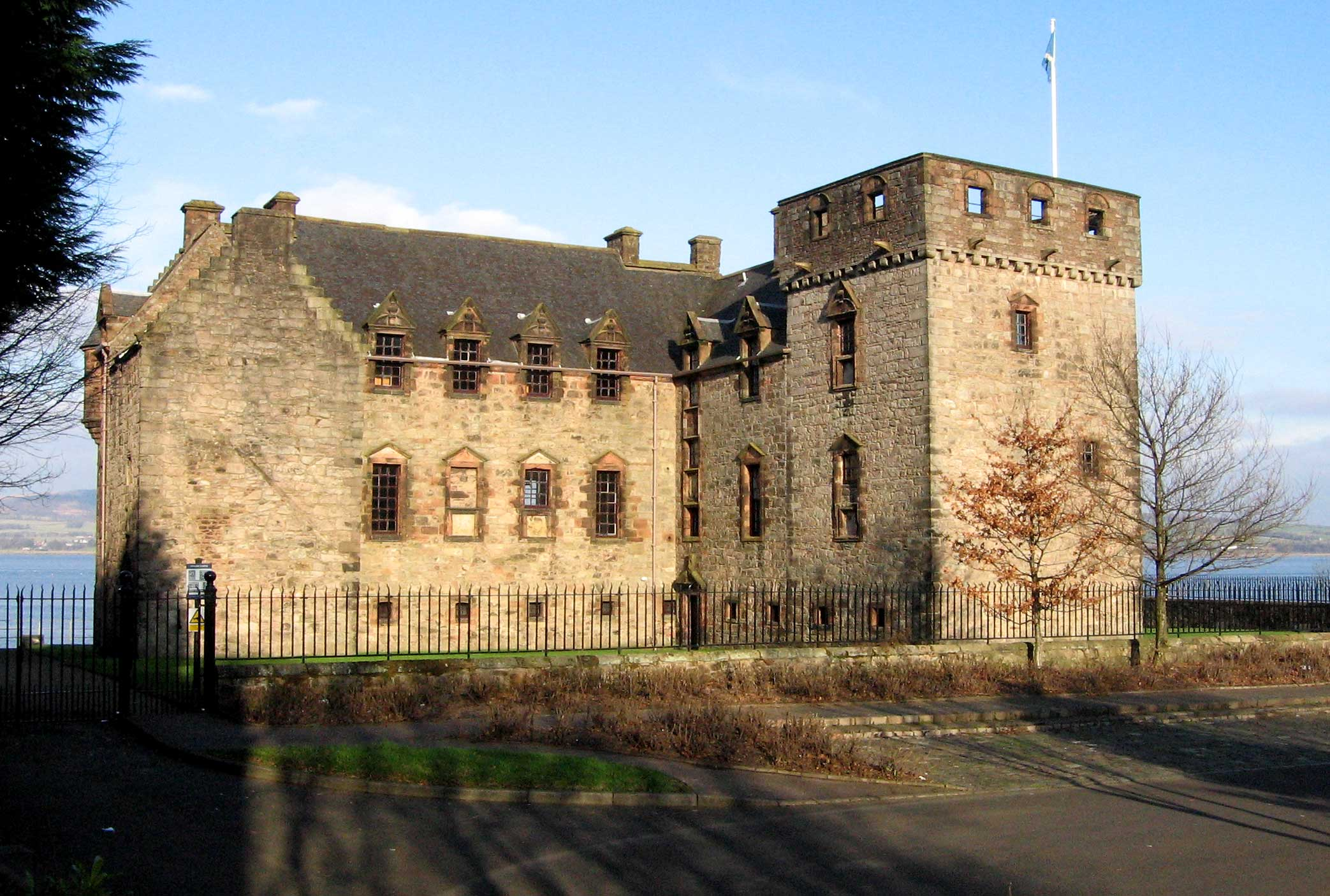
纽瓦克城堡

### 纽瓦克城堡
位于克莱德河滨的纽瓦克城堡始建于1484年，至1694年间都是麦克斯韦家族的祖宅。19世纪初，城堡附近建满了船厂，而今只有西侧的弗格森船厂一家留存。城堡东侧的旧船厂遗址已经改造为河滨公园和步道。
目前，城堡由苏格兰文物局管理，并作为旅游景点向公众开发。

### 加冕公园
位于镇中心的加冕公园是当地最受欢迎的公共空间之一。加冕公园修建在码头旧址上，于1937年开放，以纪念英王乔治六世加冕。1960年代为了修建A8公路，东港被填海，公园也得以拓展。新修建的公路将原本位于公园入口的战争纪念碑和公园分隔开来。公园附近仍保留了部分旧港口和仓库的遗迹。
从公园隔河而望可以看到苏格兰高地的南侧。距离公园不远处的河面上伫立着灯塔标志着往上游的克莱德河航道在此变窄。

## 美化工程
从1990年代开始，格拉斯哥港的滨河区域进行了更新美化。旧有的工业区被拆除后，A8公路得以直接沿河岸穿过城区。一座旧工业大厦被改造成公寓楼。城区周边也新建了大型购物广场，其中包括了乐购等知名连锁品牌。